# مؤتمر العمل السياسي المحافظ
مؤتمر العمل السياسي المحافظ (CPAC /ˈsiːpæk/ SEE-pak) هو مؤتمر سياسي سنوي يحضره نشطاء محافظون ومسؤولون من جميع أنحاء الولايات المتحدة. يتم استضافة CPAC من قبل الاتحاد المحافظ الأمريكي (ACU). عقد أول مؤتمر CPAC في عام 1974. تم استخدام نفس الاسم والاختصار لمؤتمرات في دول أخرى.

## التاريخ

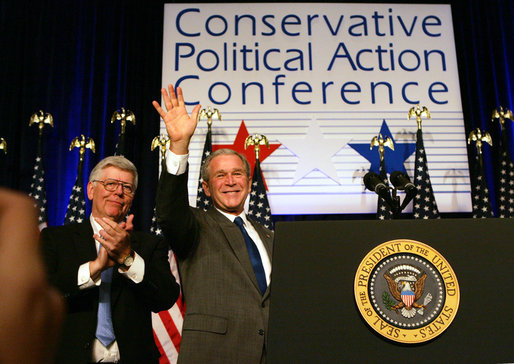
الرئيس جورج دبليو بوش يتحدث في مؤتمر CPAC عام 2008

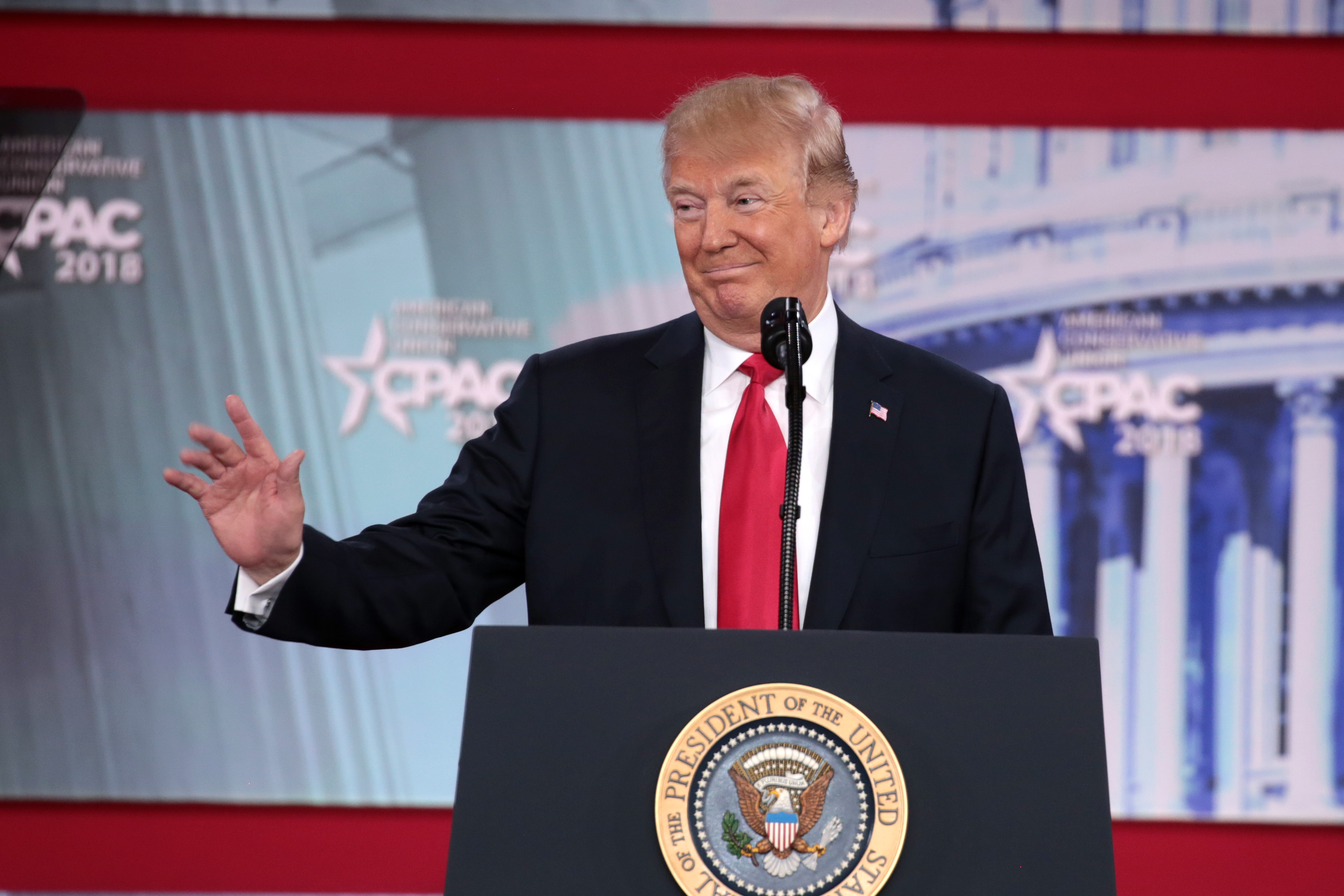
الرئيس دونالد ترامب يتحدث في مؤتمر CPAC عام 2018

### 1974
تم تأسيس المؤتمر في عام 1974 من قبل الاتحاد المحافظ الأمريكي والشباب الأمريكيون من أجل الحرية كتجمع صغير للمحافظين المتفانين. ألقى رونالد ريغان الخطاب الافتتاحي في CPAC عام 1974. استخدم المرشح الرئاسي المؤتمر لطرح رؤيته للبلاد—"مدينة مشرقة على تل"، وهي كلمات مستعارة من جون وينثروب.

### 2010–2017
شهد مؤتمر CPAC 2010 مشاركة GOProud كشريك لأول مرة، وهي مجموعة محافظة للمثليين. يُنسب إلى GoProud في وسائل الإعلام بدء المحادثات مع ACU لدعوة دونالد ترامب للتحدث في CPAC 2011. يُنسب الخطاب الذي ألقاه ترامب في CPAC 2011 إلى مساعدته في بدء مسيرته السياسية داخل الحزب الجمهوري. كريستوفر ر. بارون، المؤسس المشارك لـGOProud والذي أيد لاحقًا حملة ترامب الرئاسية عام 2016، وأطلق LGBT for Trump، قال إنه "سيحب أن يرى السيد ترامب يترشح للرئاسة".
في عام 2014، قدم CPAC دعوة إلى منظمة الملحدون الأمريكيون، والتي تم سحبها في نفس اليوم بسبب تصريحات مثيرة للجدل من قبل رئيس المجموعة ديفيد سيلفرمان، الذي أعلن أن مجموعته ستقوم "بتنوير المحافظين" وأن "اليمين المسيحي يجب أن يخشى منا". شهد مؤتمر CPAC 2015 مشاركة جميلة باي التي أصبحت أول ناشطة ملحدة تتحدث في الاجتماع السنوي لـCPAC.
شهد مؤتمر CPAC 2016 مشاركة لوج كابين الجمهوريون كشريك لأول مرة. في ديسمبر 2016، قدم CPAC دعوة للتحدث إلى المدون المحافظ ميلو يانوبولوس، على الرغم من تاريخه من الآراء المثيرة للجدل حول النسوية والأقليات العرقية وقضايا المتحولين جنسيًا. تم إلغاء الدعوة عندما أعادت مجموعة Reagan Battalion[من؟] نشر مقطع فيديو من عامي 2016 و2015 على يوتيوب حيث يُسمع يانوبولوس يدافع عن العلاقات الجنسية بين الرجال البالغين والأولاد بعمر 13 عامًا، مستشهدًا بتجاربه الجنسية في ذلك العمر مع كاهن كاثوليكي.
دخل ريتشارد بي. سبنسر، أحد رموز اليمين البديل وتفوق العرق الأبيض، إلى بهو فندق جيلورد الوطني في 23 فبراير 2017 في محاولة للوصول إلى CPAC. قام منظمو المؤتمر بطرده من الفندق بمجرد اكتشاف وجوده، مستشهدين بآرائه "المقززة [والتي] ... لا علاقة لها بالمحافظة أو ما نقوم به هنا" كسبب لرفض دخوله إلى CPAC. أدان المدير التنفيذي لـACU دان شنايدر سبنسر واليمين البديل في خطاب رئيسي، واصفًا إياهم بـ"الفاشيين اليساريين العاديين"، وقال إن اليمين البديل "يكره كل ما نؤمن به".
أدانت وسائل الإعلام عبر الطيف السياسي التطفل كمحاولة أخرى من قبل مجموعات مثل اليمين البديل لإخفاء آرائهم المتطرفة داخل فلسفة شرعية. أعربت مقالات الرأي في نيويورك تايمز، ومقالات في ماذر جونز ورولينغ ستون عن قلقهم بشأن مقابلة عام 2017 مع مستشار ترامب السابق ستيف بانون ورئيس موظفي ترامب السابق رينس بريبوس مع رئيس ACU مات شلاب، داعين اليمين الأمريكي إلى رفض مبادئ اليمين البديل، بما في ذلك رهاب المثلية، رهاب الأجانب، والتمييز الجنسي والعنصري.

### 2019
عُقد مؤتمر العمل السياسي المحافظ لعام 2019 في Gaylord National Resort & Convention Center في أوكسون هيل، ماريلاند، من 27 فبراير إلى 2 مارس 2019. ترأس الحدث الرئيس ترامب، مع العديد من المتحدثين الإضافيين. كانت الموضوعات الرئيسية للمؤتمر مكافحة الاشتراكية؛ إصلاح العدالة الجنائية؛ الصين؛ ونقد ألكساندريا أوكاسيو-كورتيز والصفقة الجديدة الخضراء.[بحاجة لمصدر]

### 2020–2021
في عام 2020، استضاف مؤتمر العمل السياسي المحافظ (CPAC) حدثه الرئيسي قبل إعلان الطوارئ الفيدرالية فيما يتعلق بجائحة COVID-19. في 7 مارس 2020، أكدت ACU أن أحد الحضور في مؤتمر CPAC 2020 قد ثبتت إصابته بCOVID-19. كان لدى السناتور تيد كروز، والنواب مات غيتز، بول غوسار، دوغ كولينز، ومارك ميدوز اتصال حديث مع المريض، الذي لم يتم الكشف عن اسمه؛ ولم تثبت إصابة أي منهم مباشرة بعد الحدث.
في العام التالي، عُقد المؤتمر لعام 2021 خلال جائحة COVID-19. كان الموقع المعتاد لـ CPAC، (Gaylord National Resort & Convention Center) في ميناء ناشونال، ماريلاند، خاضعًا للقيود في ماريلاند، التي أصدرها الحاكم الجمهوري لاري هوجان، الذي حدد حجم التجمعات بحد أقصى 10 أشخاص.
ونتيجة لذلك، تم نقل المؤتمر إلى أورلاندو، فلوريدا، التي أزالت جميع القيود السابقة المتعلقة بالجائحة على حجم التجمعات. ومع ذلك، كان الحدث لا يزال خاضعًا لقواعد ارتداء الكمامة الإلزامية في أورلاندو. على الرغم من هذه القيود، اختار العديد من الحضور عدم ارتداء الكمامات خلال الحدث، على الرغم من الإعلانات المتكررة من منظمي الحدث وموظفي الفندق، التي طلبت من الحضور الامتثال لقواعد ارتداء الكمامة. وصف حاكم فلوريدا رون دي سانتيس مقاومة الولاية للقيود المتعلقة بحجم التجمعات بأنها تتماشى مع وضع الولاية كـ"واحة للحرية". كان موضوع المؤتمر، "أمريكا غير الملغاة"، يهدف إلى تسليط الضوء على محاولات مزعومة من قبل شركات وسائل التواصل الاجتماعي، الحزب الديمقراطي، الجامعات الأمريكية والمنظمات التقدمية لفرض رقابة على التعبير العام عن الآراء السياسية للمحافظين. كان الحدث الرئيسي للمؤتمر هو الخطاب الختامي للرئيس الأمريكي السابق دونالد ترامب، وهو أول خطاب عام وخطاب سياسي له منذ مغادرته منصبه. قضى ترامب جزءًا كبيرًا من الخطاب في انتقاد خليفته، جو بايدن.
عُقد مؤتمر ثانٍ لعام 2021 في دالاس من 9 إلى 11 يوليو في فندق هيلتون أناتول. كان موضوع المؤتمر سياسة الهجرة وأمن الحدود، في سياق أزمة المهاجرين المستمرة عند الحدود الجنوبية للولايات المتحدة.

### 2022

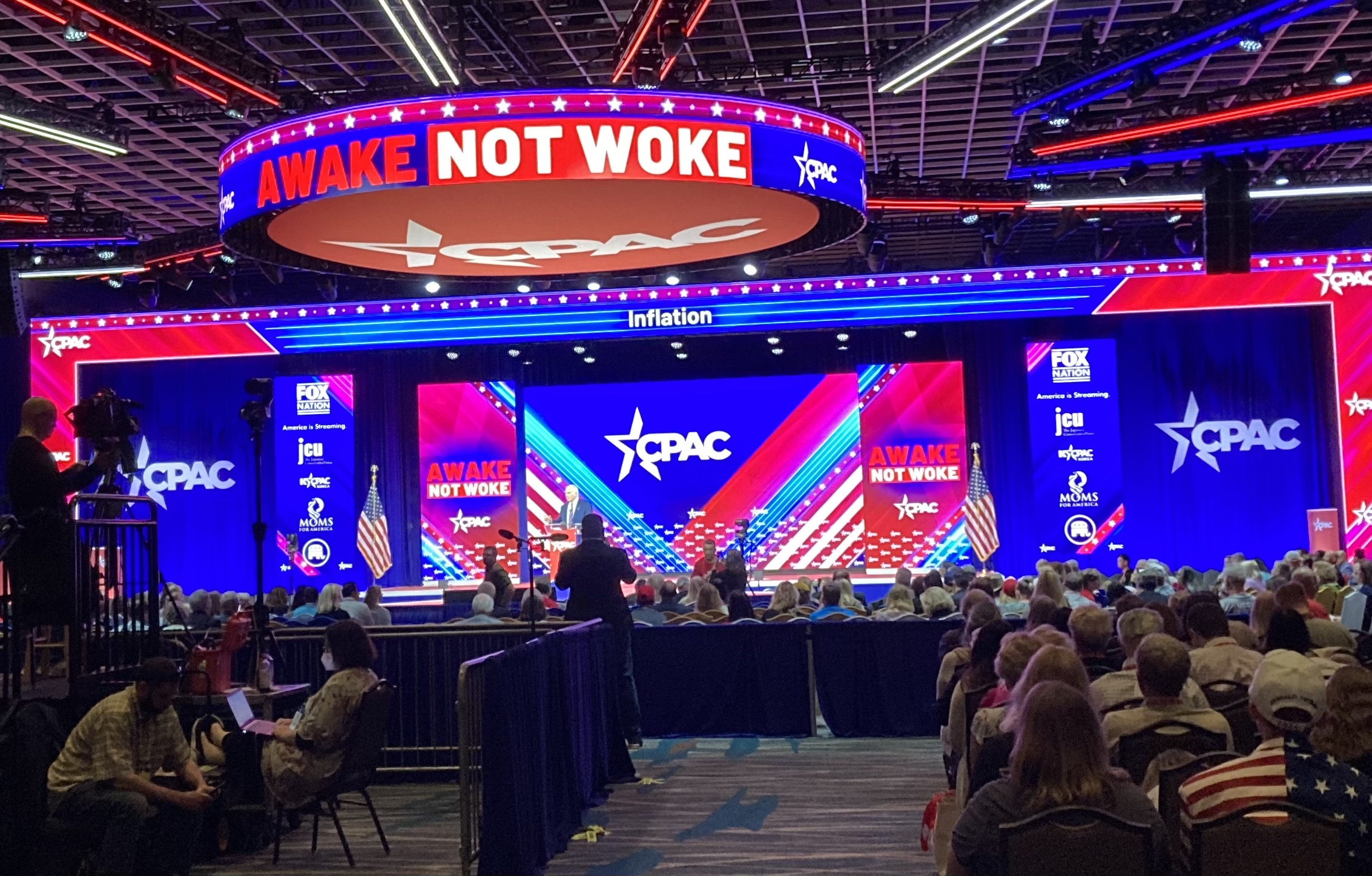
CPAC فلوريدا 2022

عُقد مؤتمر 2022 من 24 إلى 27 فبراير في أورلاندو، فلوريدا. تضمن المتحدثون ترامب، وحاكم فلوريدا رون دي سانتيس، والنائبة الديمقراطية السابقة والمرشحة الرئاسية تولسي غابارد.
كما في عام 2021، عُقد مؤتمر ثانٍ في دالاس، تكساس من 4 إلى 6 أغسطس. تضمن المتحدثون ترامب، ورئيس وزراء المجر فيكتور أوربان، والمرشحة الجمهورية لمنصب حاكم أريزونا كاري لاك، والعديد من أعضاء الكونغرس.
كجزء من إحدى جلسات المؤتمر في دالاس، عرض مؤتمر CPAC لافتة على المسرح الرئيسي تحمل عبارة "نحن جميعًا إرهابيون محليون."

### 2023
عاد مؤتمر CPAC إلى ميناء ناشونال، ماريلاند لمؤتمره لعام 2023. تضمن المتحدثون الرئيسيون في الحدث الشتوي دونالد ترامب، ستيف بانون، أعضاء مجلس النواب الأمريكي مارجوري تايلور جرين، مات غيتز ولورين بوبيرت، المرشحة الرئاسية نيكي هيلي، ودونالد ترامب الابن. كان الحضور أقل من المؤتمرات السابقة، حيث كانت القاعة الرئيسية غالبًا نصف ممتلئة خلال الخطب، على الرغم من أن ترامب جذب حشدًا كاملًا. قال إنه لن ينسحب من السباق الرئاسي لعام 2024 إذا تم اتهامه نتيجة التحقيقات الفيدرالية والولائية الجارية. وجد مدقق الحقائق في CNN دانييل ديل أن ترامب "ألقى بعض خطاباته الأكثر خداعًا" في المؤتمر. قال ترامب، جزئيًا:
في عام 2016، أعلنت: أنا صوتكم. اليوم، أضيف: أنا محاربكم. أنا عدالتكم. ولأولئك الذين تمت إساءتهم وخيانتهم: أنا انتقامكم.
أيضًا خلال المؤتمر، دعا المعلق السياسي مايكل نولز إلى القضاء على "التحول الجنسي"، قائلاً إن أولئك الذين يعرّفون أنفسهم كـمتحولين جنسيًا "يعانون من وهم، ونحن بحاجة إلى تصحيح هذا الوهم." وأضاف نولز أنه "لا يمكن أن يكون هناك طريق وسط في التعامل مع التحول الجنسي"، وأنه "لصالح المجتمع، وخاصة لصالح الأشخاص الفقراء الذين وقعوا ضحية لهذا الارتباك، يجب القضاء على التحول الجنسي تمامًا من الحياة العامة." تم انتقاد تعليقات نولز من قبل العديد من الشخصيات الإعلامية السياسية، بما في ذلك محامية حقوق الإنسان أليخاندرا كارابالو، التي وصفتها بأنها إبادة جماعية. طالب نولز موقع ذا ديلي بيست بسحب عنوان يقول إنه يدعو إلى القضاء على "مجتمع المتحولين جنسيًا".
ادعى المرشح الرئاسي فيفيك راماسوامي لاحقًا أن مستشارًا سياسيًا له صلات بـ CPAC قد عرض تزوير استطلاع الرأي لصالحه مقابل رسوم تتجاوز 100,000 دولار، وهو ما رفضه راماسوامي.
استقال عضو مجلس إدارة CPAC ونائب الرئيس تشارلي جيرو في أغسطس 2023، داعيًا إلى إجراء تحقيقات حول مات شلاب والممارسات المالية للمنظمة. وقال: "لقد أصبح الوضع في CPAC بحيث شعرت بأنني مضطر للاستقالة." واستقال أربعة أعضاء آخرين من مجلس الإدارة في وقت سابق من العام، حيث أشار أحدهم إلى مخاوف بشأن التقارير المالية لـ CPAC.

### 2024
عاد مؤتمر CPAC إلى ميناء ناشونال، ماريلاند لمؤتمره في فبراير 2024. تضمن المتحدثون دونالد ترامب، فيفيك راماسوامي، بن كارسون، ستيف بانون، نايجل فاراج، ليز تراس، خافيير مايلي، نجيب بقيلة، سانتياغو أباسكال، الأسقف الكاثوليكي المعزول جوزيف ستريكلاند، بالإضافة إلى أعضاء مجلس الشيوخ والنواب. لاحظت Politico أن CPAC قد تراجعت بسبب الفضائح التي شهدها العام الماضي والتي تضمنت مات شلاب، بالإضافة إلى الاعتقاد بأن المؤتمر "أصبح يُنظر إليه على أنه مجرد ملحق لترامبية".
خلال حدث في CPAC في 23 فبراير، ألقى المعلق اليميني المتطرف جاك بوسوبيك خطابًا حظي بتغطية إعلامية واسعة، قائلاً: "مرحبًا بكم في نهاية الديمقراطية – نحن هنا للإطاحة بها تمامًا. لم ننجح في تحقيق ذلك بالكامل في 6 يناير، لكننا سنسعى جاهدين للتخلص منها واستبدالها بهذا هنا" وهو يرفع قبضته في الهواء. "لأن كل المجد ليس للحكومة — كل المجد لله." لاحظ الحضور وجود عدة نازيون جدد الذين تمكنوا من الحصول على شارات رسمية لـ CPAC للتجول في أرضية المعرض ولم يتم طردهم على عكس السنوات السابقة.
بالإضافة إلى استطلاع الرأي السنوي للرئاسة، تم إجراء استطلاع أيضًا حول من يجب أن يكون نائب الرئيس المفترض لترامب. جاءت كريستي نوم وفيفيك راماسوامي متعادلين بنسبة 15%، تليهما تولسي جابرد بنسبة 9%، ثم إليز ستيفانيك وتيم سكوت بنسبة 8%.
أدى معارضة دونالد ترامب بين بعض المحافظين إلى عقد مؤتمر منافس نظمته مجموعة "Principles First".

## استطلاع الرأي السنوي

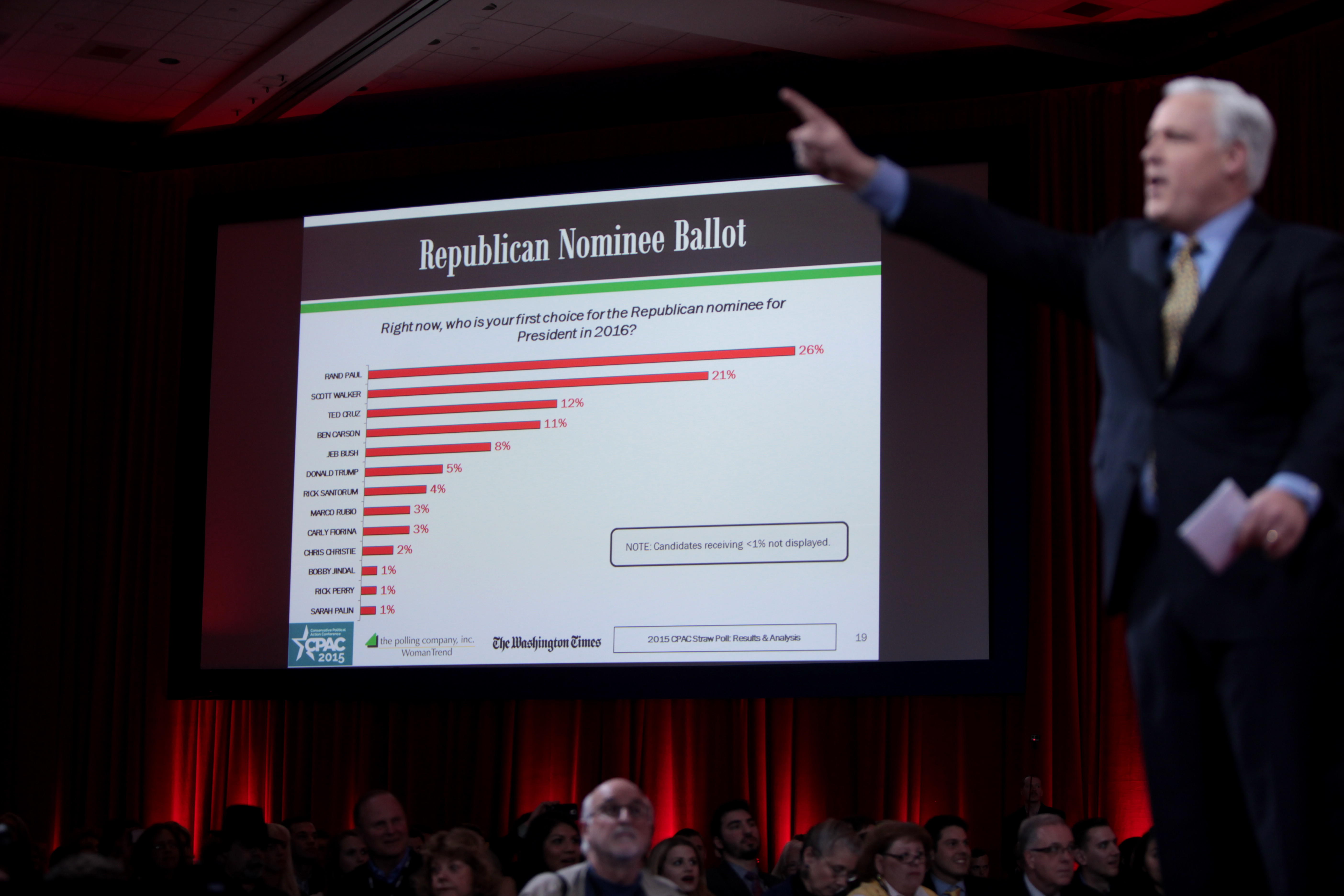
نتائج استطلاع الرأي في CPAC 2015، حيث ظهر راند بول كالفائز الواضح

يُعتبر استطلاع الرأي السنوي لـ CPAC تقليديًا مقياسًا لمشاعر الحركة المحافظة. خلال المؤتمر، يتم تشجيع الحضور على ملء استبيان يتضمن أسئلة حول مجموعة متنوعة من القضايا. وتُعد الأسئلة المتعلقة بأكثر المرشحين الرئاسيين شعبية هي الأكثر انتشارًا. أحد مكونات CPAC هو تقييم المرشحين المحافظين للرئاسة، ويُستخدم استطلاع الرأي بشكل عام لتحديد رأي المحافظين.
| السنة    | الفائز باستطلاع الرأي                     | نسبة الأصوات                              | المركز الثاني                             | نسبة الأصوات                              | المرشح الجمهوري النهائي     |
| -------- | ----------------------------------------- | ----------------------------------------- | ----------------------------------------- | ----------------------------------------- | --------------------------- |
| 1974–75  | هل الاستطلاع غير منتظم؟[بحاجة لمصدر]      | هل الاستطلاع غير منتظم؟[بحاجة لمصدر]      | هل الاستطلاع غير منتظم؟[بحاجة لمصدر]      | هل الاستطلاع غير منتظم؟[بحاجة لمصدر]      | جيرالد فورد (1976)          |
| 1976     | رونالد ريغان                              | 77.2                                      | جورج والاس                                | 14.6                                      | جيرالد فورد (1976)          |
| 1977–79  | هل الاستطلاع غير منتظم؟[بحاجة لمصدر]      | هل الاستطلاع غير منتظم؟[بحاجة لمصدر]      | هل الاستطلاع غير منتظم؟[بحاجة لمصدر]      | هل الاستطلاع غير منتظم؟[بحاجة لمصدر]      | رونالد ريغان (1980)         |
| 1980     | رونالد ريغان                              | n/a                                       | n/a                                       | n/a                                       | رونالد ريغان (1980)         |
| 1981–83  | لم يُعقد (ترشيح رونالد ريغان مؤكد)         | لم يُعقد (ترشيح رونالد ريغان مؤكد)         | لم يُعقد (ترشيح رونالد ريغان مؤكد)         | لم يُعقد (ترشيح رونالد ريغان مؤكد)         | رونالد ريغان (1984)         |
| 1984     | رونالد ريغان                              | n/a                                       | n/a                                       | n/a                                       | رونالد ريغان (1984)         |
| 1985     | لم يُعقد                                   | لم يُعقد                                   | لم يُعقد                                   | لم يُعقد                                   | جورج إتش. دبليو. بوش (1988) |
| 1986     | جاك كيمب                                  | n/a                                       | جورج إتش. دبليو. بوش                      | n/a                                       | جورج إتش. دبليو. بوش (1988) |
| 1987     | جاك كيمب                                  | 68                                        | بات بوكانان                               | 9                                         | جورج إتش. دبليو. بوش (1988) |
| 1988     | لم يُعقد                                   | لم يُعقد                                   | لم يُعقد                                   | لم يُعقد                                   | جورج إتش. دبليو. بوش (1988) |
| 1989–91  | لم يُعقد (ترشيح جورج إتش. دبليو. بوش مؤكد) | لم يُعقد (ترشيح جورج إتش. دبليو. بوش مؤكد) | لم يُعقد (ترشيح جورج إتش. دبليو. بوش مؤكد) | لم يُعقد (ترشيح جورج إتش. دبليو. بوش مؤكد) | جورج إتش. دبليو. بوش (1992) |
| 1992     | بات بوكانان                               | ?                                         | ?                                         | ?                                         | جورج إتش. دبليو. بوش (1992) |
| 1993     | جاك كيمب                                  | n/a                                       | n/a                                       | n/a                                       | بوب دول (1996)              |
| 1994     | لم يُعقد                                   | لم يُعقد                                   | لم يُعقد                                   | لم يُعقد                                   | بوب دول (1996)              |
| 1995     | فيل غرام                                  | 40                                        | بوب دول                                   | 12                                        | بوب دول (1996)              |
| 1996     | بوب دول                                   | 26                                        | بات بوكانان                               | 24                                        | بوب دول (1996)              |
| 1997     | لم يُعقد                                   | لم يُعقد                                   | لم يُعقد                                   | لم يُعقد                                   | جورج دبليو. بوش (2000)      |
| 1998     | ستيف فوربس                                | 23                                        | جورج دبليو. بوش                           | 10                                        | جورج دبليو. بوش (2000)      |
| 1999     | غاري باور                                 | 28                                        | جورج دبليو. بوش                           | 24                                        | جورج دبليو. بوش (2000)      |
| 2000     | جورج دبليو. بوش                           | 42                                        | آلان كيز                                  | 23                                        | جورج دبليو. بوش (2000)      |
| 2001–04  | لم يُعقد (ترشيح جورج دبليو. بوش مؤكد)      | لم يُعقد (ترشيح جورج دبليو. بوش مؤكد)      | لم يُعقد (ترشيح جورج دبليو. بوش مؤكد)      | لم يُعقد (ترشيح جورج دبليو. بوش مؤكد)      | جورج دبليو. بوش (2004)      |
| 2005     | رودي جولياني                              | 19                                        | كوندوليزا رايس                            | 18                                        | جون ماكين (2008)            |
| 2006     | جورج ألين                                 | 22                                        | جون ماكين                                 | 20                                        | جون ماكين (2008)            |
| 2007     | ميت رومني                                 | 21                                        | رودي جولياني                              | 17                                        | جون ماكين (2008)            |
| 2008     | ميت رومني                                 | 35                                        | جون ماكين                                 | 34                                        | جون ماكين (2008)            |
| 2009     | ميت رومني                                 | 20                                        | بوبي جيندال                               | 14                                        | ميت رومني (2012)            |
| 2010     | رون بول                                   | 31                                        | ميت رومني                                 | 22                                        | ميت رومني (2012)            |
| 2011     | رون بول                                   | 30                                        | ميت رومني                                 | 23                                        | ميت رومني (2012)            |
| 2012     | ميت رومني                                 | 38                                        | ريك سانتوروم                              | 31                                        | ميت رومني (2012)            |
| 2013     | راند بول                                  | 25                                        | ماركو روبيو                               | 23                                        | دونالد ترامب (2016)         |
| 2014     | راند بول                                  | 31                                        | تيد كروز                                  | 11                                        | دونالد ترامب (2016)         |
| 2015     | راند بول                                  | 26                                        | سكوت ووكر                                 | 21                                        | دونالد ترامب (2016)         |
| 2016     | تيد كروز                                  | 40                                        | ماركو روبيو                               | 30                                        | دونالد ترامب (2016)         |
| 2017–18  | لم يُعقد (ترشيح دونالد ترامب مؤكد)         | لم يُعقد (ترشيح دونالد ترامب مؤكد)         | لم يُعقد (ترشيح دونالد ترامب مؤكد)         | لم يُعقد (ترشيح دونالد ترامب مؤكد)         | دونالد ترامب (2020)         |
| 2019     | دونالد ترامب                              | 82                                        | ميت رومني                                 | 6                                         | دونالد ترامب (2020)         |
| 2020     | لم يُعقد (ترشيح دونالد ترامب مؤكد)         | لم يُعقد (ترشيح دونالد ترامب مؤكد)         | لم يُعقد (ترشيح دونالد ترامب مؤكد)         | لم يُعقد (ترشيح دونالد ترامب مؤكد)         | دونالد ترامب (2020)         |
| 2021 (1) | دونالد ترامب                              | 55                                        | رون دي سانتيس                             | 21                                        | دونالد ترامب (2024)         |
| 2021 (2) | دونالد ترامب                              | 70                                        | رون دي سانتيس                             | 21                                        | دونالد ترامب (2024)         |
| 2022 (1) | دونالد ترامب                              | 59                                        | رون دي سانتيس                             | 28                                        | دونالد ترامب (2024)         |
| 2022 (2) | دونالد ترامب                              | 69                                        | رون دي سانتيس                             | 24                                        | دونالد ترامب (2024)         |
| 2023     | دونالد ترامب                              | 62                                        | رون دي سانتيس                             | 20                                        | دونالد ترامب (2024)         |
| 2024     | دونالد ترامب                              | 94                                        | نيكي هيلي                                 | 5                                         | دونالد ترامب (2024)         |

بشكل عام، يحمل الرئيس الأمريكي السابق دونالد ترامب الرقم القياسي لأكبر عدد من الانتصارات في استطلاعات الرأي لـ CPAC بسبع انتصارات (اعتبارًا من فبراير 2024). يليه ميت رومني بأربعة انتصارات، ثم رونالد ريغان، جاك كيمب، وراند بول بثلاثة انتصارات لكل منهم، يليهم رون بول بانتصارين. ومن بين هؤلاء الخمسة، يُعد آل بول الوحيدين الذين فازوا بأكثر من استطلاع رأي واحد، ولم يظهرا على أي تذكرة رئاسية جمهورية في أي انتخابات، على الرغم من أن رون بول تلقى صوتًا واحدًا في المجمع الانتخابي في عام 2016.
على الرغم من شعبيته السابقة، لم يتم دعوة رومني إلى CPAC في عام 2020 بسبب تصويته لسماع شهود إضافيين في محاكمة عزل دونالد ترامب الأولى، كما لم يتم دعوته إلى CPAC 2021 بعد أن صوت لإدانة ترامب في تهمة واحدة في محاكمته الثانية للعزل. قال رئيس CPAC إنه لا يستطيع ضمان "السلامة الجسدية" لرومني في مؤتمر CPAC 2020.

## مؤتمرات CPAC الدولية

### الأرجنتين
عُقد أول مؤتمر لـ CPAC في الأرجنتين في 4 ديسمبر 2024 في مدينة بوينس آيرس. تضمن المتحدثون الرئيس الأرجنتيني خافيير مايلي، لارا ترامب، كاري لاك، سانتياغو أباسكال، أغوستين لاخي، باتريشيا بولريتش، بن شابيرو، إدواردو فاريسجا، رافائيل لوبيز علياغا، ريكاردو ساليناس بيليغو، لويس كابوتو وإدواردو بولسونارو، مع رسائل فيديو من: ستيف بانون، جايير بولسونارو وماريا كورينا ماتشادو.

### أستراليا
عُقد أول مؤتمر لـ CPAC في أستراليا في أغسطس 2019 من قبل أندرو كوبر، مؤسس مجموعة التفكير المحافظة LibertyWorks. تضمن المتحدثون الضيوف رئيس الوزراء السابق توني أبوت، قائد حملة بريكست نايجل فاراج، رئيس تحرير برايتبارت السابق رحيم قاسم وقائد حزب بولين هانسون ون ناشيون في نيو ساوث ويلز مارك لاذام. كانت السيناتورة الليبرالية أماندا ستوكر والنائب كريغ كيلي حاضرين في الحدث. كانت هناك دعوات لحظر قصام من دخول البلاد قبل الحدث.
عُقد المؤتمر الثاني في نوفمبر 2020. كان من المقرر أن تظهر اليوتيوبر الكندية اليمينية المتطرفة لورين ساوثرن، ولكن تم سحب دعوتها من قبل المنظمين.
عُقد مؤتمر 2022 في سيدني في 1 أكتوبر. وشمل الحضور توني أبوت، إريك أبيتز، كاثرين ديفيز، نايجل فاراج، جاسينتا برايس وأماندا ستوكر.
عُقد مؤتمر 2023 في سيدني من 19 إلى 20 أغسطس. كانت إحدى النقاط البارزة في المؤتمر معارضة التعديل الدستوري المقترح لإنشاء صوت للسكان الأصليين في البرلمان. كان توني أبوت، وارن موندين وجاسينتا نامبيجينبا برايس من بين المتحدثين في المؤتمر.

### البرازيل
عُقد أول مؤتمر لـ CPAC في البرازيل في 11–12 أكتوبر 2019 في مدينة ساو باولو، وحضره قادة محافظون أمريكيون بارزون بما في ذلك رئيس ACU مات شلاب وزوجته ميرسيدس شلاب، عضو مجلس الشيوخ عن ولاية يوتا مايك لي، خبير قناة فوكس نيوز وليد فارس، بالإضافة إلى شخصيات برازيلية منها ابن الرئيس جايير بولسونارو إدواردو بولسونارو، وزير الخارجية إرنستو أرايجو، والأمير الإمبراطوري للبرازيل برتراند أورليانز براغانزا وآخرون.
أعلنت مؤسسة ACU أن الحدث سيقام سنويًا في البرازيل بدءًا من عام 2019.
في سبتمبر 2021، تم احتجاز جيسون ميلر، المستشار السابق لدونالد ترامب، وغيره من شخصيات الإعلام اليميني الأمريكي في مجموعته، واستجوابهم لمدة ثلاث ساعات في مطار برازيليا الدولي بعد مشاركتهم في مؤتمر CPAC البرازيل 2021. كان التحقيق جزءًا من استفسار أجراه قاضي المحكمة العليا البرازيلية أليكساندر دي مورايس حول المعلومات المضللة التي يُزعم أن إدارة الرئيس جايير بولسونارو نشرتها. كان ميلر قد أشاد بأنصار بولسونارو ووصفهم بـ"الوطنيين الفخورين" وادعى أنهم تم إقصاؤهم وحظرهم بشكل غير مباشر من قبل السلطات البرازيلية. استمر ميلر في تقديم المشورة لجايير بولسونارو بعد هزيمته في انتخابات أكتوبر 2022، حيث التقى بابن الرئيس، إدواردو بولسونارو، في نوفمبر 2022، بينما استمرت الاحتجاجات والتحديات الانتخابية.
ضم مؤتمر CPAC البرازيل 2024 جاير بولسونارو، إدواردو بولسونارو، الرئيس الأرجنتيني خافيير، زعيم حزب الحزب الجمهوري التشيلي خوسيه أنطونيو كاست، ووزير العدل والأمن العام السلفادوري غوستافو فيلاتورو.

### المجر

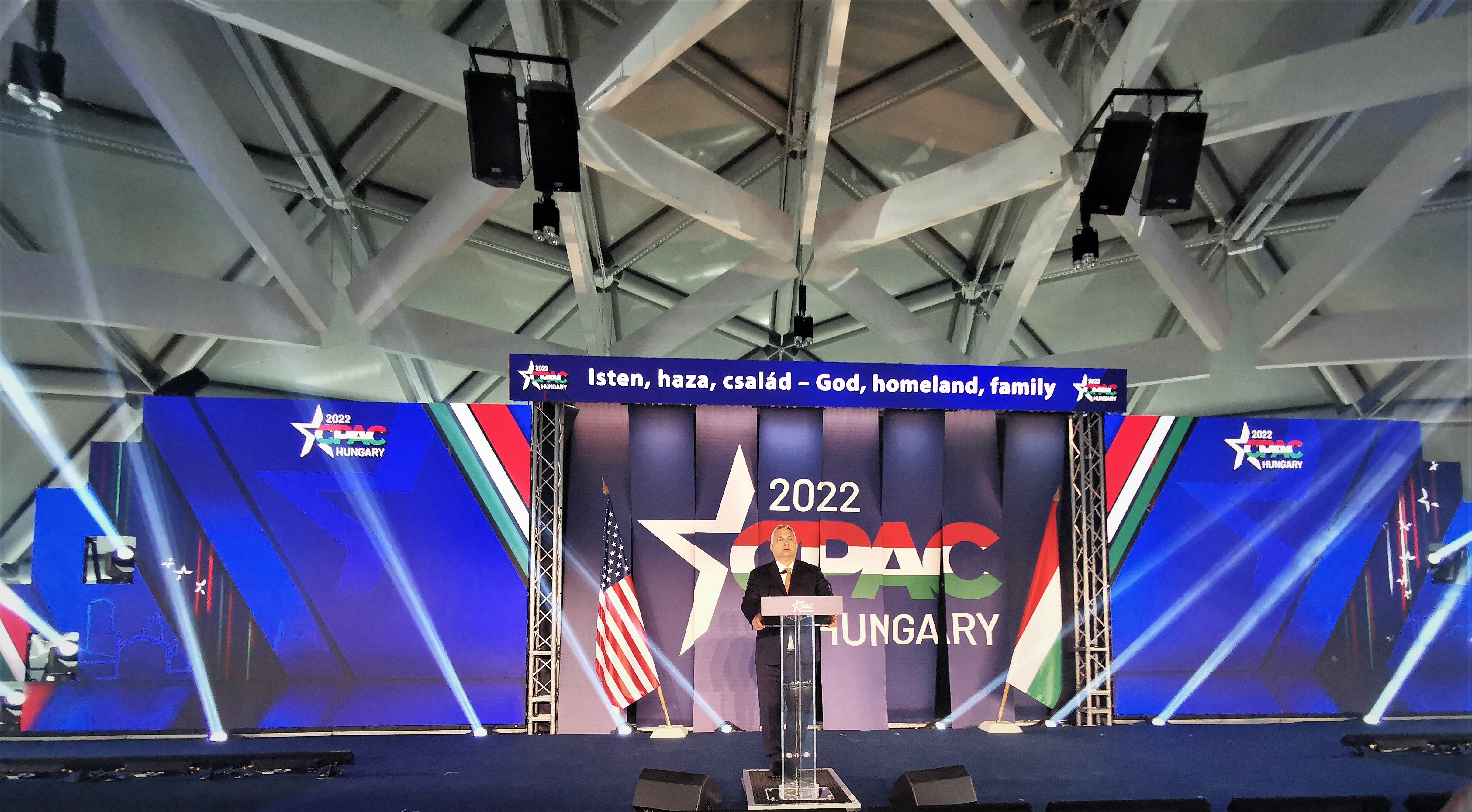
فيكتور أوربان يتحدث في CPAC المجر

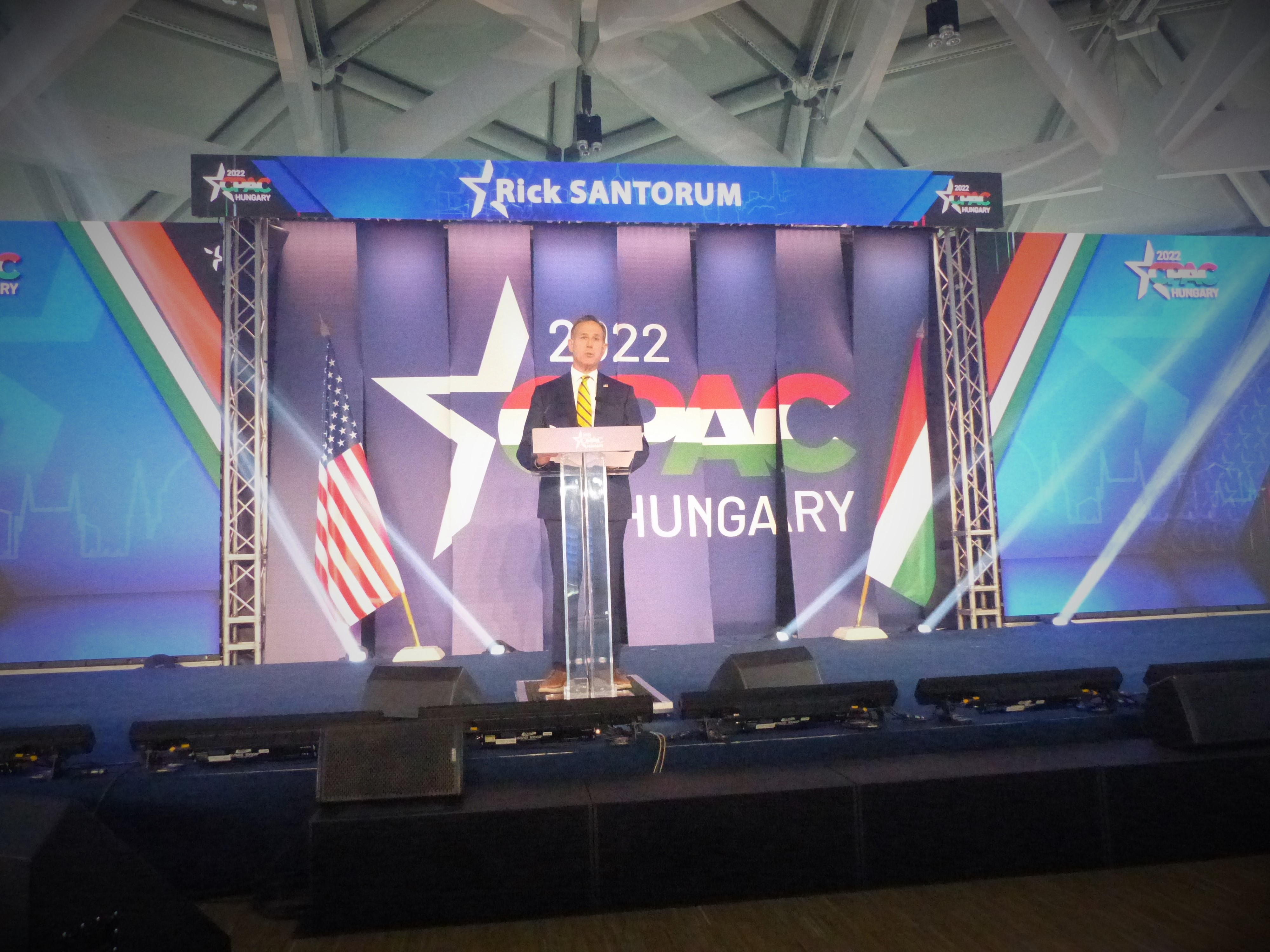
ريك سانتوروم يتحدث في CPAC المجر 2022

عُقد مؤتمر، أطلق عليه المنظمون[بحاجة لتوضيح] اسم CPAC المجر، في 19–20 مايو 2022 في بودابست، المجر. تضمن المتحدثون رئيس وزراء المجر فيكتور أوربان؛ زعيم حزب فوكس الإسباني سانتياغو أباسكال؛ إدواردو بولسونارو؛ المعلقة الأمريكية كانداس أوينز؛ إرنست رويتس، نائب الرئيس التنفيذي لمنتدى أفري؛ ومدير مكتب البيت الأبيض السابق مارك ميدوز، بالإضافة إلى منظّر المؤامرة الأمريكي اليميني المتطرف جاك بوسوبيك والصحفي المجري زولت باير.
جذب مؤتمر CPAC 2024 في المجر الانتباه برفضه تسجيل الصحفيين من وسائل إعلام وطنية مختلفة، مستخدمًا حجة "CPAC هي منطقة خالية من الووك". حضر الحدث 3000 مشارك، منهم 500 من الخارج، من 6 قارات: رئيسا وزراء في المنصب (إيراكلي كوباخيدزه (جورجيا) وفيكتور أوربان (المجر))، وثلاثة رؤساء وزراء سابقين (توني أبوت، ماتيوز مورافيتسكي، ويانيس يانسا)، وسبعة وزراء في المنصب (5 مجريين و2 إسرائيليين)، وعشرة رؤساء أحزاب سياسية (من بينهم: سانتياغو أباسكال، غيرت فيلدرز، وتوم فان غريكن)، وثلاثة أعضاء في الكونغرس الأمريكي (أندي هاريس، بول غوسار، وكيث سيلف)، وسبعة قادة سياسيين بولنديين رفيعي المستوى. تم تحية المشاركين في المؤتمر برسائل فيديو من: دونالد ترامب، الرئيس الخامس والأربعون للولايات المتحدة الأمريكية، فيفيك راماسوامي، المرشح السابق للترشيح الجمهوري لرئاسة الولايات المتحدة، وأندريه فينتورا، مؤسس الحزب البرتغالي شيغا!.

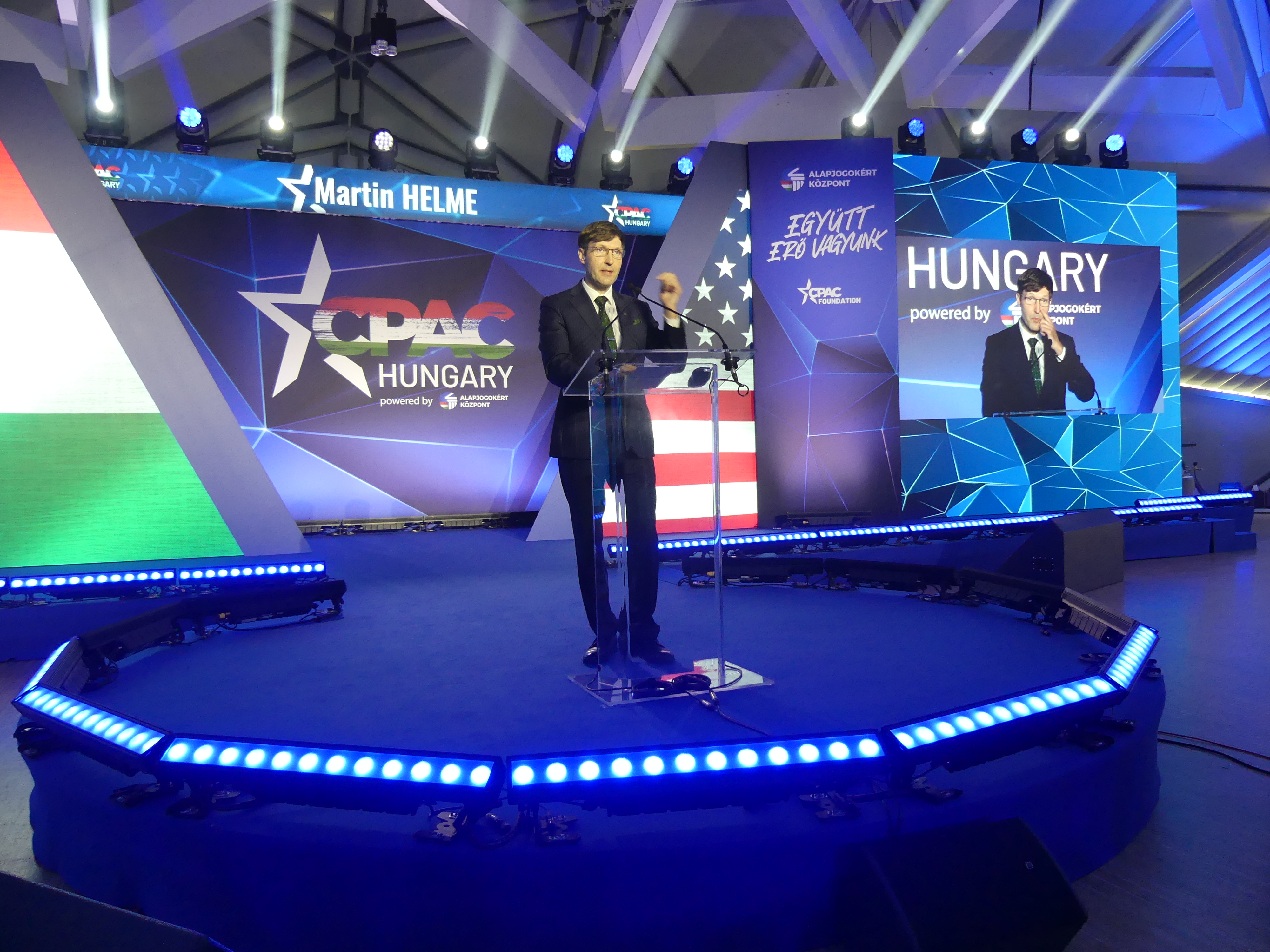
مارتن هيلم - CPAC المجر 2023
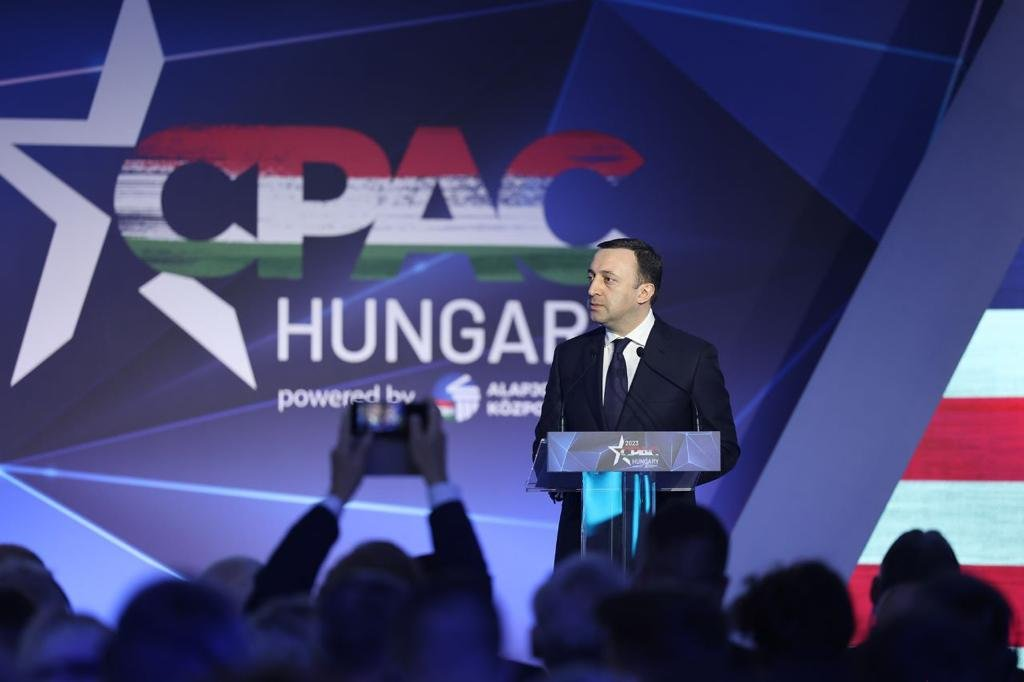
إراكلي غاريباشفيلي في CPAC المجر، مايو 2023
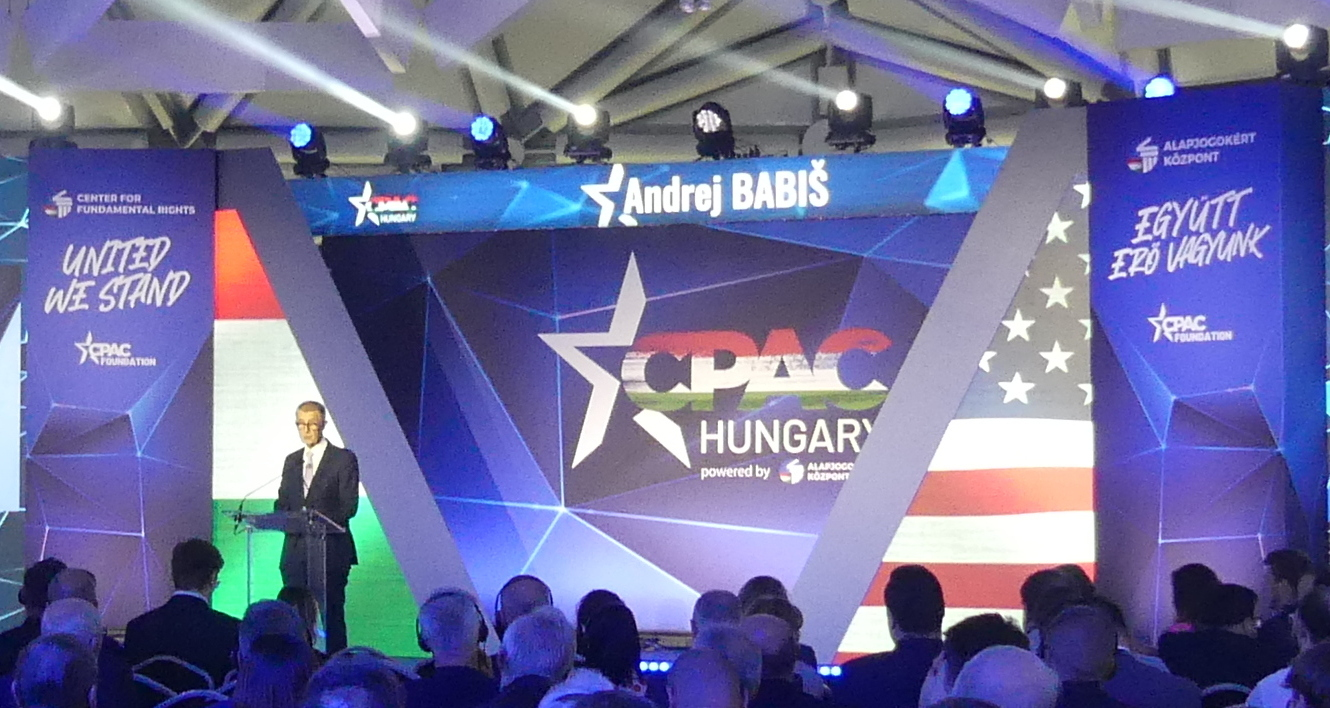
زعيم حزب ANO، أندريه بابيش، يتحدث في CPAC المجر 2023
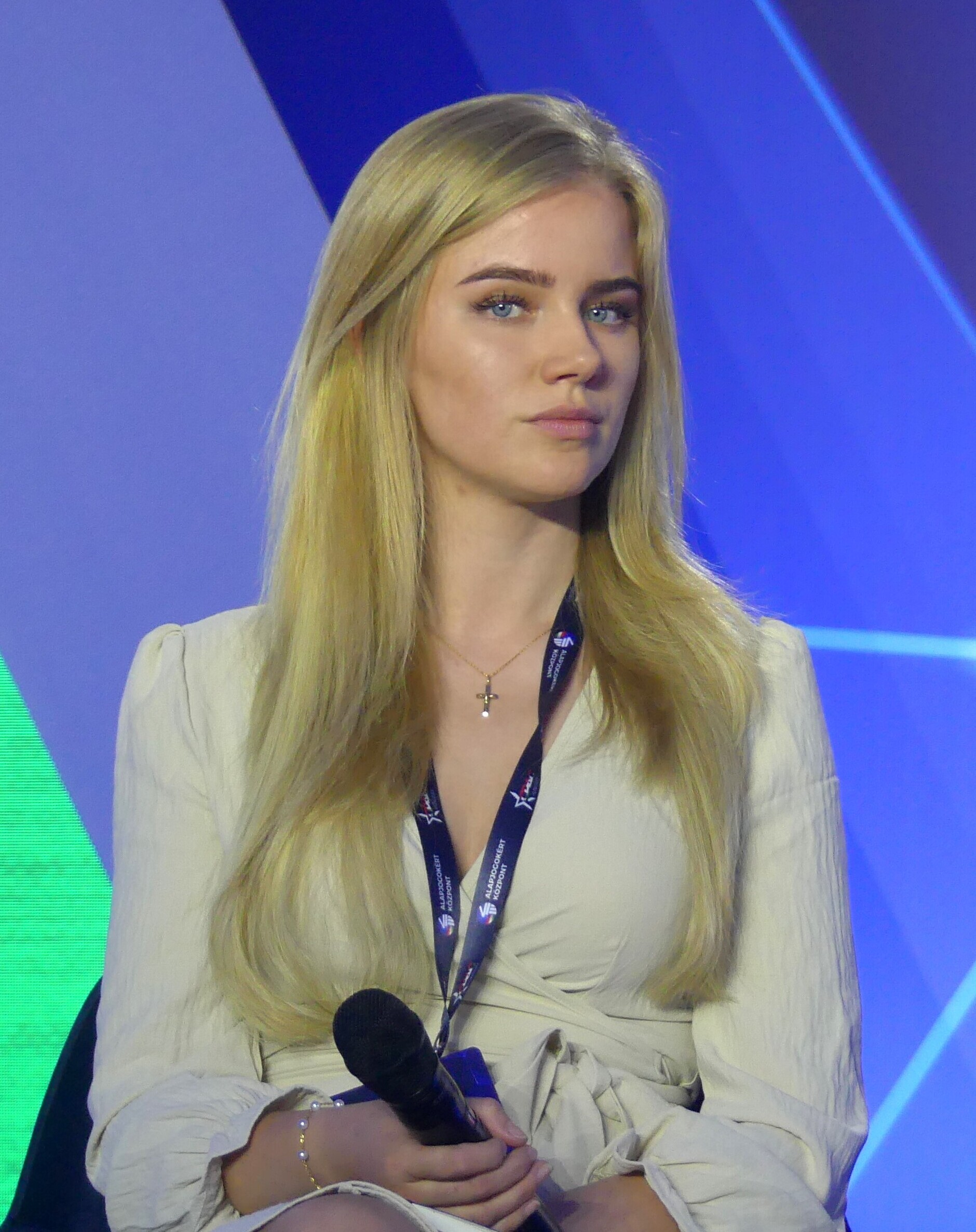
إيفا فلاردينجبروك تتحدث في CPAC المجر 2023

### اليابان
عُقد أول مؤتمر دولي لـ CPAC في طوكيو في 16–17 ديسمبر 2017 من قبل الاتحاد المحافظ الياباني (JCU) بالتعاون مع الاتحاد المحافظ الأمريكي (ACU). استمر JCU وACU في استضافة مؤتمرات J-CPAC سنويًا منذ ذلك الحين. شمل المشاركون شخصيات بارزة من المشرعين والمحافظين من الولايات المتحدة واليابان وحول العالم. ومن بينهم رئيس ACU مات شلاب والمدير التنفيذي دان شنايدر، رئيس موظفي البيت الأبيض ميك مولفاني، أعضاء الكونغرس الأمريكي بروس ويسترمان وبول غوسار، وزير الاقتصاد والتجارة والصناعة السابق أكيرا أماري، وزير الدفاع السابق جن ناكاتاني، وزير الدفاع السابق تومومي إينادا، وزير المالية التايواني السابق وسفير منظمة التجارة العالمية Ching-Chang Wen، الصحفية سارة كارتر، مفوض هيئة الأوراق المالية والبورصات السابق مايكل بيووار، خبير آسيا والمراقب غوردون جي. تشانغ، على سبيل المثال لا الحصر. حضر الناشط المحلي في هونغ كونغ أندي تشان هو تين مؤتمر CPAC الياباني 2019 عبر الفيديو بعد اعتقاله في هونغ كونغ أثناء طريقه إلى طوكيو للحضور شخصيًا.

### المكسيك
عُقد أول مؤتمر لـ CPAC في المكسيك (CPAC México) في 18–19 نوفمبر 2022 في فندق ويستن في سانتا في، مدينة مكسيكو. تضمن المتحدثون المستشار السابق في البيت الأبيض خلال عهد ترامب ستيف بانون، الناشطة الأمريكية المناهضة للإجهاض آبي جونسون، إدواردو بولسونارو، المرشح الرئاسي الأرجنتيني خافيير مايلي، المرشح الرئاسي التشيلي السابق خوسيه أنطونيو كاست، وخوان إيفان بينيا نيدر، رئيس الجمهوريين المكسيكيين. تم تنظيمه من قبل الناشط المكسيكي المناهض للإجهاض إدواردو فاريسجا. في بداية المؤتمر، ظهرت مجموعة من المتظاهرين المناهضين للفاشية يرتدون قمصان تشي جيفارا ويلوحون بأعلام المطرقة والمنجل الحمراء في الفندق؛ وصف مات شلاب الاحتجاج بـ"متلازمة اضطراب CPAC".

### كوريا الجنوبية
عُقد أول مؤتمر لـ CPAC في كوريا الجنوبية (KCPAC) في 3 أكتوبر 2019 في مدينة سيول. شمل المشاركون رئيس ACU مات شلاب والمدير التنفيذي دان شنايدر، المدعي العام الأمريكي السابق بالإنابة ماثيو ويتكر، نائب مستشار الأمن القومي الأمريكي السابق ك. ت. ماكفارلاند، خبير آسيا والمراقب غوردون جي. تشانغ، مقدمة قناة فوكس نيوز جينين بيرو، مؤسس معهد نيوز أندرو كرايلي، مساهمة فوكس نيوز سارة أ. كارتر، أستاذ القانون في كلية هاندونغ الدولية للقانون إريك إنلو، الأستاذ الفخري في جامعة يونسي كيم دونغ-غيل، المدعي العام السابق كوه يونغ-جو، الرئيس المشارك لـ KCPAC آني إم. إتش. تشان، رئيس الوزراء السابق لكوريا الجنوبية هوانغ غيو أن، أعضاء حزب الحرية الكوري في الجمعية الوطنية كيم جين-تا وتشون هي-كيونغ ومين كيونغ-ووك، مدير معهد البحوث الاستراتيجية الدولية كيم جونغ-مين، مدير معهد كوريا لإدارة الأزمات هوه نام-سونغ، المدير السابق لمعهد كوريا للتوحيد الوطني كيم تاي-وو، مؤسس ورئيس بنمايك السابق تشونغ كيو-جاي، المحامي تشاي ميونغ-سونغ، زعيم حزب فجر الحرية بارك كيول، زعيم منتدى الحقيقة كيم إيون-كو. في كوريا، قدم مين كيونغ-ووك وريو تشول-وونغ عرضًا في CPAC2021 في الولايات المتحدة.

## روابط خارجية
- الموقع الرسمي

  - Home page for the American Conservative Union, the organization that runs CPAC